# Деанна Прайс
Деанна Мері Прайс (англ. DeAnna Marie Price; нар. 8 червня 1993) — американська легкоатлетка, яка спеціалузіється в метанні молоту, чемпіонка світу-2019.
23 червня 2019 на чемпіонаті США атлетка встановила національний рекорд з метання молоту (78,24), що підняло її на четверту сходинку в рейтингу метальниць молота за всі часи.
17 лютого 2023 на чемпіонаті США в приміщенні спробами на 25,77 та 26,02 двічі покращила вище світове досягнення в приміщенні з метання ваги. 

## Виступи на основних міжнародних змаганнях
| Рік  | Змагання                                                                | Місто          | Місце | Примітки |
| ---- | ----------------------------------------------------------------------- | -------------- | ----- | -------- |
| 2012 | Чемпіонат світу серед юніорів                                           | Барселона      | 2кв11 |          |
| 2015 | Панамериканські ігри                                                    | Торонто        | 4     |          |
| 2015 | Чемпіонат Північної та Центральної Америки та країн Карибського басейну | Сан-Хосе       | 2     |          |
| 2015 | Чемпіонат світу                                                         | Пекін          | 1кв10 |          |
| 2016 | Олімпійські ігри                                                        | Ріо-де-Жанейро | 8     |          |
| 2017 | Чемпіонат світу                                                         | Лондон         | 9     |          |
| 2018 | Чемпіонат Північної та Центральної Америки та країн Карибського басейну | Торонто        | 1     |          |
| 2018 | Континентальний кубок                                                   | Острава        | 1     |          |
| 2019 | Чемпіонат світу                                                         | Доха           | 1     | [ 6 ]    |